# Takanabe

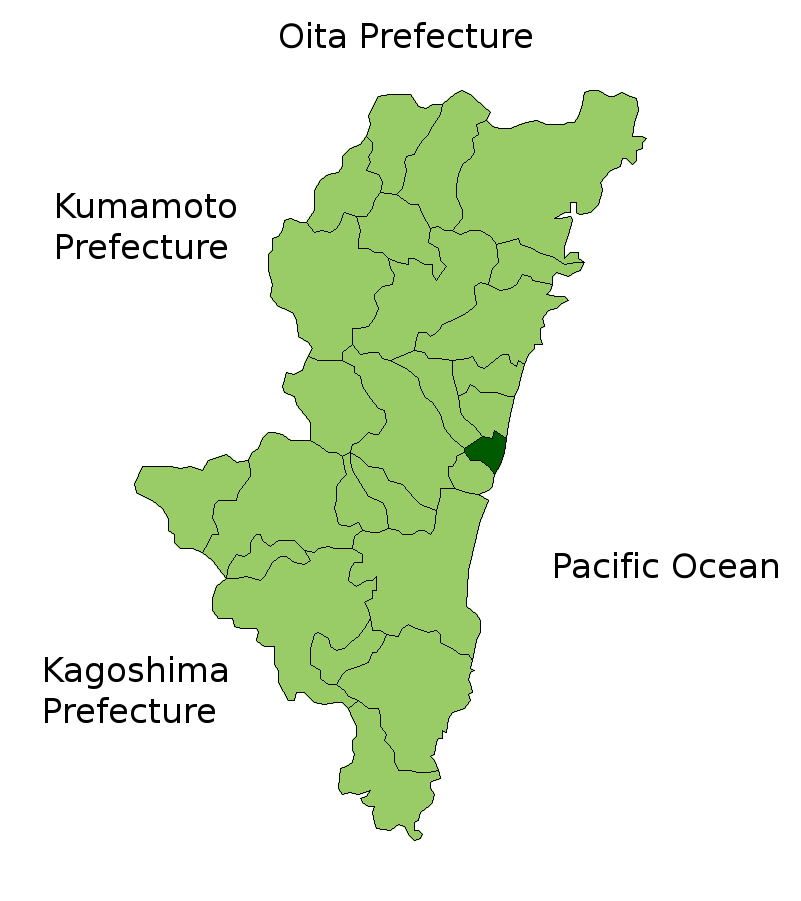
Takanabe dans la préfecture de Miyazaki.

Takanabe (高鍋町, Takanabe-chō) est un bourg du district de Koyu (préfecture de Miyazaki), au Japon.